# Realme 7
Realme 7 y Realme 7 Pro son smartphones con doble SIM de la empresa china Realme. Fueron lanzados el 10 de septiembre de 2020. Ambos dispositivos tienen vidrio resistente a roturas Gorilla Glass 3.

## Especificaciones

### Hardware

#### Realme 7
Realme 7 funciona con el chip Mediatek Helio G95 SoC 4G que tiene un octa-core (2x2.05 GHz Cortex-A76 y 6x2.0 GHz Cortex-A55) CPU (12 nm) y la GPU Mali -G76 MC4. Tiene una batería no extraíble de 5000 mAh. Admite carga rápida Dart Charge de 30W. Tiene tres modelos: 6 GB de RAM/64 GB de almacenamiento y 8 GB de RAM/128 GB de almacenamiento. Sin embargo, el modelo asiático de Realme 7 no tiene el modelo de almacenamiento de 4 GB de RAM/64 GB. Admite la expansión de memoria hasta 256 GB a través de la ranura para tarjeta microSD. Es compatible con un panel LCD FHD+ IPS de 6,5 pulgadas con una resolución de 1080x2400, una frecuencia de actualización de 90 Hz y relación pantalla-cuerpo del 90,5 %.

#### Realme 7 Pro
Realme 7 Pro funciona con Qualcomm Snapdragon 720G SoC que tiene un octa-core (2x2.3 GHz Kryo 465 Oro y 6x1.8 GHz Kryo 465 Silver) y la GPU Adreno 618. Tiene una batería no extraíble de 4500 mAh. Admite carga rápida Super Dart Charge de 65W. El dispositivo está disponible con 6 GB u 8 GB de RAM y 128 GB de almacenamiento, admite la expansión de memoria hasta 256 GB a través de la ranura para tarjetas microSD. Tiene una pantalla FHD+ Super AMOLED de 6,4 pulgadas con una resolución de 1080x2400, una frecuencia de actualización de 60 Hz y relación pantalla-cuerpo del 90,8 %.

#### Cámara[2][5]
Tanto Realme 7 como Realme 7 Pro están equipados con una configuración de cámara cuádruple que consta de una cámara principal Sony IMX682 de 64 megapíxeles con capacidad de detección de luz, tamaño de sensor grande de 1/1,73", tamaño de píxel de 0,8 qm, apertura de f/1,8, focal de 26 mm de longitud, compatibilidad con PDAF y Quad Bayer, una cámara gran angular de 8 megapíxeles con un campo de visión de 119 grados, tamaño de sensor de 1/4,0", tamaño de píxel de 1,12 qm, apertura de f/2,3 y distancia focal de 16 mm; una cámara macro de 2 megapíxeles con apertura f/2,4 y una cámara de profundidad de 2 megapíxeles. Sin embargo; en el modelo global de Realme 7, hay una cámara principal de 48 MP con tamaño de sensor de 1/2,0", tamaño de píxel de 0,8 qm, apertura de f/1,8, distancia focal de 26 mm, compatibilidad con PDAF y Quad Bayer.

### Software
Realme 7 y Realme 7 Pro se ejecutan en Realme UI basado en Android 10.